# Les Essarts (Loir-et-Cher)
Pour les articles homonymes, voir Les Essarts.
Les Essarts est une commune française située dans le département de Loir-et-Cher, en région Centre-Val de Loire.
Localisée au nord-ouest du département, la commune fait partie de la petite région agricole « la Gâtine tourangelle », constituée de plateaux séparés par des vallées souvent étroites. Avec une superficie de 4,38 km2, Les Essarts constitue la 7e commune la moins étendue du département et, avec 98 habitants en 2022, est la 10e la plus faiblement peuplée du Loir-et-Cher, devant Chambord (99 hab.).
L'occupation des sols est marquée par l'importance des espaces agricoles et naturels qui occupent la quasi-totalité du territoire communal. Aucun espace naturel présentant un intérêt patrimonial n'est toutefois recensé sur la commune dans l'inventaire national du patrimoine naturel. En 2010, l'orientation technico-économique de l'agriculture sur la commune est la culture des céréales et des oléoprotéagineux. À l'instar du département qui a vu disparaître le quart de ses exploitations en dix ans, le nombre d'exploitations agricoles a fortement diminué, passant de 47 en 1988, à 0 en 2000, puis à 3 en 2010.
Ses habitants s'appellent les Essartiennes et les Essartiens.

## Géographie

### Localisation et communes limitrophes
La commune des Essarts se trouve au nord-ouest du département de Loir-et-Cher, dans la petite région agricole de la Gâtine tourangelle,. À vol d'oiseau, elle se situe à 48,3 km  de Blois, préfecture du département, à 26,7 km de Vendôme, sous-préfecture, et à 10,8 km de Montoire-sur-le-Loir, chef-lieu du canton de Montoire-sur-le-Loir dont dépend la commune depuis 2015. La commune fait en outre partie du bassin de vie de Montoire-sur-le-Loir.
Les communes les plus proches sont : Artins (1,9 km), Montrouveau (2,2 km), Couture-sur-Loir (3,4 km), Sougé (4 km), Ternay (4,4 km), Les Hayes (4,7 km), Villedieu-le-Château (5,7 km), Poncé-sur-le-Loir (5,8 km) (72) et Lavenay (6,5 km) (72).

### Paysages et relief
Dans le cadre de la Convention européenne du paysage, adoptée le 20 octobre 2000 et entrée en vigueur en France le 1er juillet 2006, un atlas des paysages de Loir-et-Cher a été élaboré en 2010 par le CAUE de Loir-et-Cher, en collaboration avec la DIREN Centre (devenue DREAL en 2011), partenaire financier. Les paysages du département s'organisent ainsi en huit grands ensembles et 25 unités de paysage,. La commune fait partie de l'unité de paysage des « confins de la Gâtine Tourangelle et du Loir », au sein de l'ensemble de paysage « les confins de la Touraine».
Les confins de la Gâtine Tourangelle et du Loir sont constitués par un relief de plateau sillonné de vallées. Des petites rivières creusent le calcaire sous-jacent et font apparaître des coteaux alternativement raides et boisés ou souples et cultivés. Cette morphologie contrastée produit des paysages complexes, étroitement liés au relief et à l'eau : les éléments constitutifs du paysage - l'agriculture, les boisements, les villes et les villages – s'adaptent précisément aux conditions diversifiées des milieux et apportent toute leur richesse aux confins nords de la Gâtine : zones humides, coteaux calcaires pentus, langues de terres aplanies, souples sommets de pentes.
L'altitude du territoire communal varie de 75 mètres à 139 mètres,.

### Hydrographie

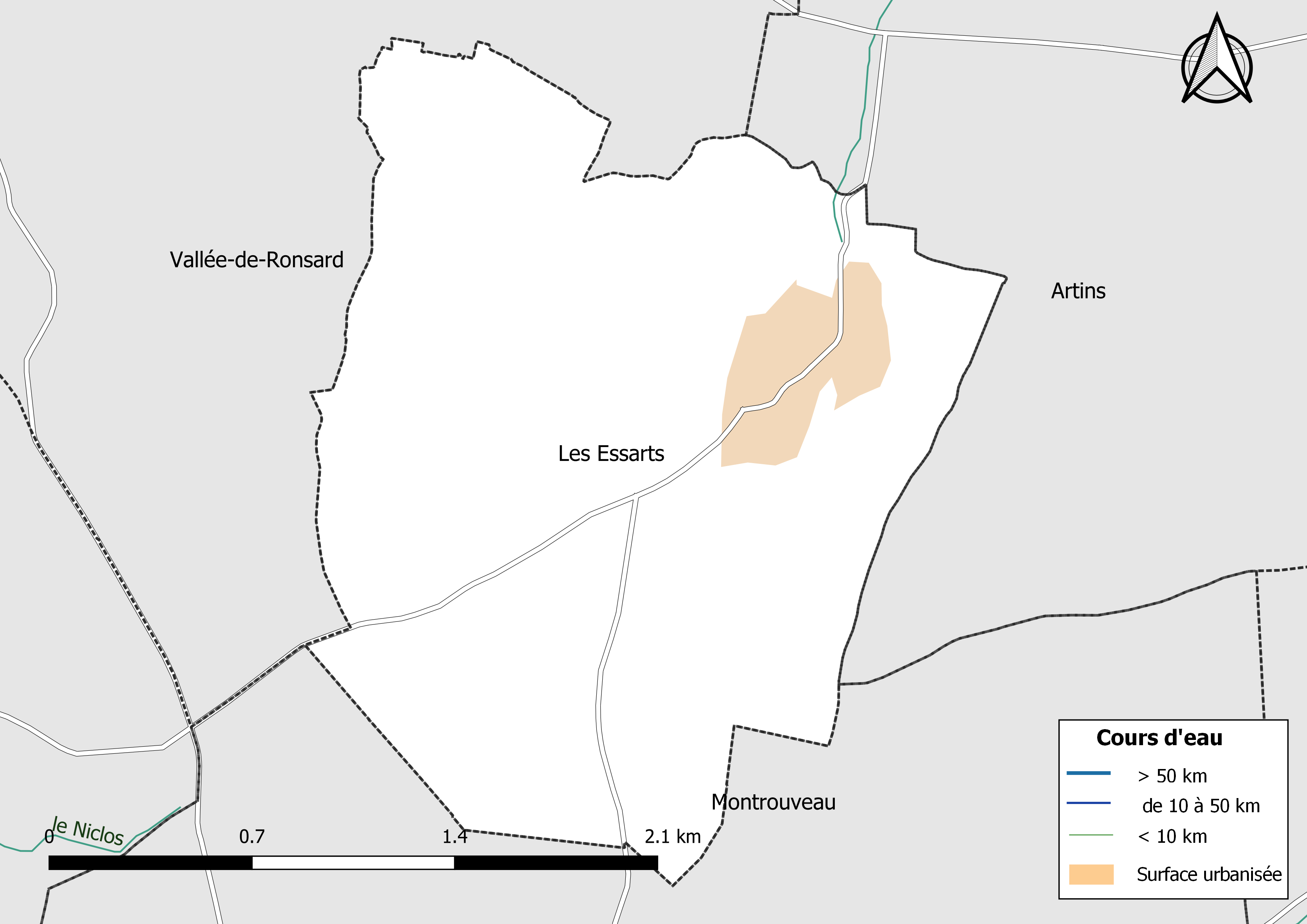
Réseau hydrographique des Essarts.

La commune est drainée par des petits cours d'eau, constituant un réseau hydrographique de 0,18 km de longueur totale.

### Climat
Pour des articles plus généraux, voir Climat du Centre-Val de Loire et Climat de Loir-et-Cher.
En 2010, le climat de la commune est de type climat océanique dégradé des plaines du Centre et du Nord, selon une étude du CNRS s'appuyant sur une série de données couvrant la période 1971-2000. En 2020, Météo-France publie une typologie des climats de la France métropolitaine dans laquelle la commune est exposée à un climat océanique altéré et est dans la région climatique Moyenne vallée de la Loire, caractérisée par une bonne insolation (1 850 h/an) et un été peu pluvieux.
Pour la période 1971-2000, la température annuelle moyenne est de 10,8 °C, avec une amplitude thermique annuelle de 14,7 °C. Le cumul annuel moyen de précipitations est de 706 mm, avec 11,6 jours de précipitations en janvier et 7 jours en juillet. Pour la période 1991-2020, la température moyenne annuelle observée sur la station météorologique de Météo-France la plus proche, sur la commune de Saint-Laurent-en-Gâtines à 17 km à vol d'oiseau, est de 11,6 °C et le cumul annuel moyen de précipitations est de 769,1 mm,. Pour l'avenir, les paramètres climatiques de la commune estimés pour 2050 selon différents scénarios d'émission de gaz à effet de serre sont consultables sur un site dédié publié par Météo-France en novembre 2022.

### Milieux naturels et biodiversité
Aucun espace naturel présentant un intérêt patrimonial n'est recensé sur la commune dans l'inventaire national du patrimoine naturel,,.

## Urbanisme

### Typologie
Au 1er janvier 2024, Les Essarts est catégorisée commune rurale à habitat dispersé, selon la nouvelle grille communale de densité à sept niveaux définie par l'Insee en 2022.
Elle est située hors unité urbaine et hors attraction des villes,.

### Occupation des sols
L'occupation des sols est marquée par l'importance des espaces agricoles et naturels (94,3 %). La répartition détaillée ressortant de la base de données européenne d'occupation biophysique des sols Corine Land Cover millésimée 2012 est la suivante : 
terres arables (63,4 %), 
zones agricoles hétérogènes (12,1 %), 

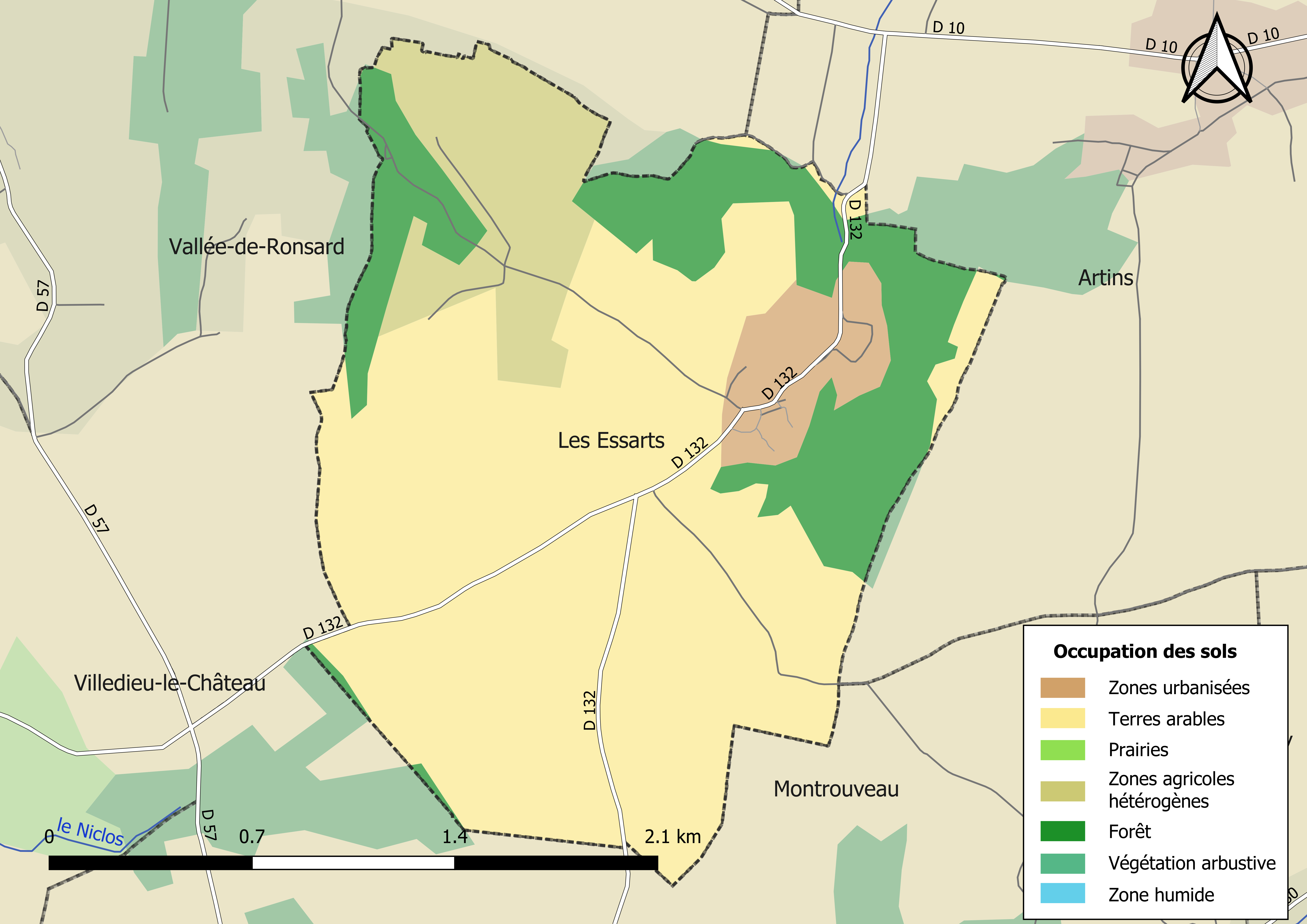
Carte des infrastructures et de l'occupation des sols de la commune en 2018 (CLC).

forêts (18,8 %), 
zones urbanisées (5,7 %).

### Planification
La loi SRU du 13 décembre 2000 a incité fortement les communes à se regrouper au sein d'un établissement public, pour déterminer les partis d'aménagement de l'espace au sein d'un SCoT, un document essentiel d'orientation stratégique des politiques publiques à une grande échelle. La commune est dans le territoire du  SCOT des Territoires du Grand Vendômois, approuvé en 2006 et dont la révision a été prescrite en 2017, pour tenir compte de l'élargissement de périmètre,.
En matière de planification, la commune ne disposait pas en 2017 de document d'urbanisme opérationnel et le règlement national d'urbanisme s'appliquait donc pour la délivrance des permis de construire.

### Habitat et logement
Le tableau ci-dessous présente la typologie des logements aux Essarts en 2016 en comparaison avec celle du Loir-et-Cher et de la France entière. Une caractéristique marquante du parc de logements est ainsi une proportion de résidences secondaires et logements occasionnels (25,4 %) supérieure à celle du département (18 %) et à celle de la France entière (9,6 %). Concernant le statut d'occupation de ces logements, 89,6 % des habitants de la commune sont propriétaires de leur logement (89,6 % en 2011), contre 68,1 % pour le Loir-et-Cher et 57,6 pour la France entière.
|                                                         | Les Essarts | Loir-et-Cher | France entière |
| ------------------------------------------------------- | ----------- | ------------ | -------------- |
| Résidences principales (en %)                           | 73,1        | 74,5         | 82,3           |
| Résidences secondaires et logements occasionnels (en %) | 25,4        | 18           | 9,6            |
| Logements vacants (en %)                                | 1,5         | 7,5          | 8,1            |

### Risques majeurs
Le territoire communal des Essarts est vulnérable à différents aléas naturels :  climatiques (hiver exceptionnel ou canicule), mouvements de terrains ou sismique (sismicité très faible),.
Les mouvements de terrains susceptibles de se produire sur la commune sont soit liés au retrait-gonflement des argiles, soit des chutes de blocs, soit des glissements de terrains, soit des effondrements liés à des cavités souterraines. Le phénomène de retrait-gonflement des argiles est la conséquence d'un changement d'humidité des sols argileux. Les argiles sont capables de fixer l'eau disponible mais aussi de la perdre en se rétractant en cas de sécheresse. Ce phénomène peut provoquer des dégâts très importants sur les constructions (fissures, déformations des ouvertures) pouvant rendre inhabitables certains locaux. La carte de zonage de cet aléa peut être consultée sur le site de l'observatoire national des risques naturels Georisques. Une autre carte permet de prendre connaissance des cavités souterraines localisées sur la commune.

## Toponymie
Le terme Essards ou Essarts a pour origine les grands défrichements et déboisements du Moyen Âge, où l'accroissement de la population entraîna le besoin de gagner de l'espace sur la forêt. Certaines des nouvelles communes ainsi créées furent nommées Essart, du verbe essarter, signifiant défricher.

## Histoire

### Révolution française et Empire

#### Nouvelle organisation territoriale
Le décret de l'Assemblée nationale du 12 novembre 1789 décrète qu'« il y aura une municipalité dans chaque ville, bourg, paroisse ou communauté de campagne », mais ce n'est qu'avec le décret de la Convention nationale du 10 brumaire an II (31 octobre 1793) que la paroisse des Essarts devient formellement « commune des Essarts »,.
En 1790, dans le cadre de la création des départements, la municipalité est rattachée au canton de Villedieu et au district de Vendôme. Les cantons sont supprimés, en tant que découpage administratif, par une loi du 26 juin 1793, et ne conservent qu'un rôle électoral, permettant l'élection des électeurs du second degré chargés de désigner les députés,. La Constitution du 5 fructidor an III, appliquée à partir de vendémiaire an IV (1795) supprime les districts, considérés comme des rouages administratifs liés à la Terreur, mais maintient les cantons qui acquièrent dès lors plus d'importance en retrouvant une fonction administrative. Enfin, sous le Consulat, un redécoupage territorial visant à réduire le nombre de justices de paix ramène le nombre de cantons en Loir-et-Cher de 33 à 24. Les Essarts est alors rattachée au canton de Montoire et à l'arrondissement de Vendôme par arrêté du 5 vendémiaire an X (26 septembre 1801),,. Cette organisation va rester inchangée pendant près de 150 ans.

### Toponymie
Bas latin exartum ou exsartum, participe passé substantivé de exsarire, supin exsartum, sarcler, dérivé du latin classique sarire = sarcler (Varron, Res Rusticae, 1, 18, 8), signifie : défrichement, lieu défriché (FEW, III, 318a) ; terre déboisée pour être défrichée.

Essarta, XIIe s. (Cartulaire de Vendôme, charte 479, p. 293, charte 480) ; Le fief, terre et seigneurie des Essarts, XVe s. (A.N.-P 648, n° 33bis, 38, 46) ; Les Essarts, XVIIe s. (A.N.-P 50, vol. 114, n° 145) ; Les Essards, 1740 (B.M. d'Orléans, Ms 995, fol. 119) ; Les Essarts, XVIIIe s. (Carte de Cassini) ; Les Essards, 1834 (Cadastre).

Paroisse formée d'un défrichement de la forêt de Gâtine vers le XIe s., dont la seigneurie était le Haut-Plessis ou Plessis-Desrées.

## Politique et administration

### Découpage territorial
La commune des Essarts est membre de la communauté d'agglomération Territoires Vendômois, un établissement public de coopération intercommunale (EPCI) à fiscalité propre créé le 1er janvier 2017.
Elle est rattachée sur le plan administratif à l'arrondissement de Vendôme, au département de Loir-et-Cher et à la région Centre-Val de Loire, en tant que circonscriptions administratives. Sur le plan électoral, elle est rattachée au canton de Montoire-sur-le-Loir depuis 2015 pour l'élection des conseillers départementaux et à la Troisième circonscription de Loir-et-Cher pour les élections législatives.

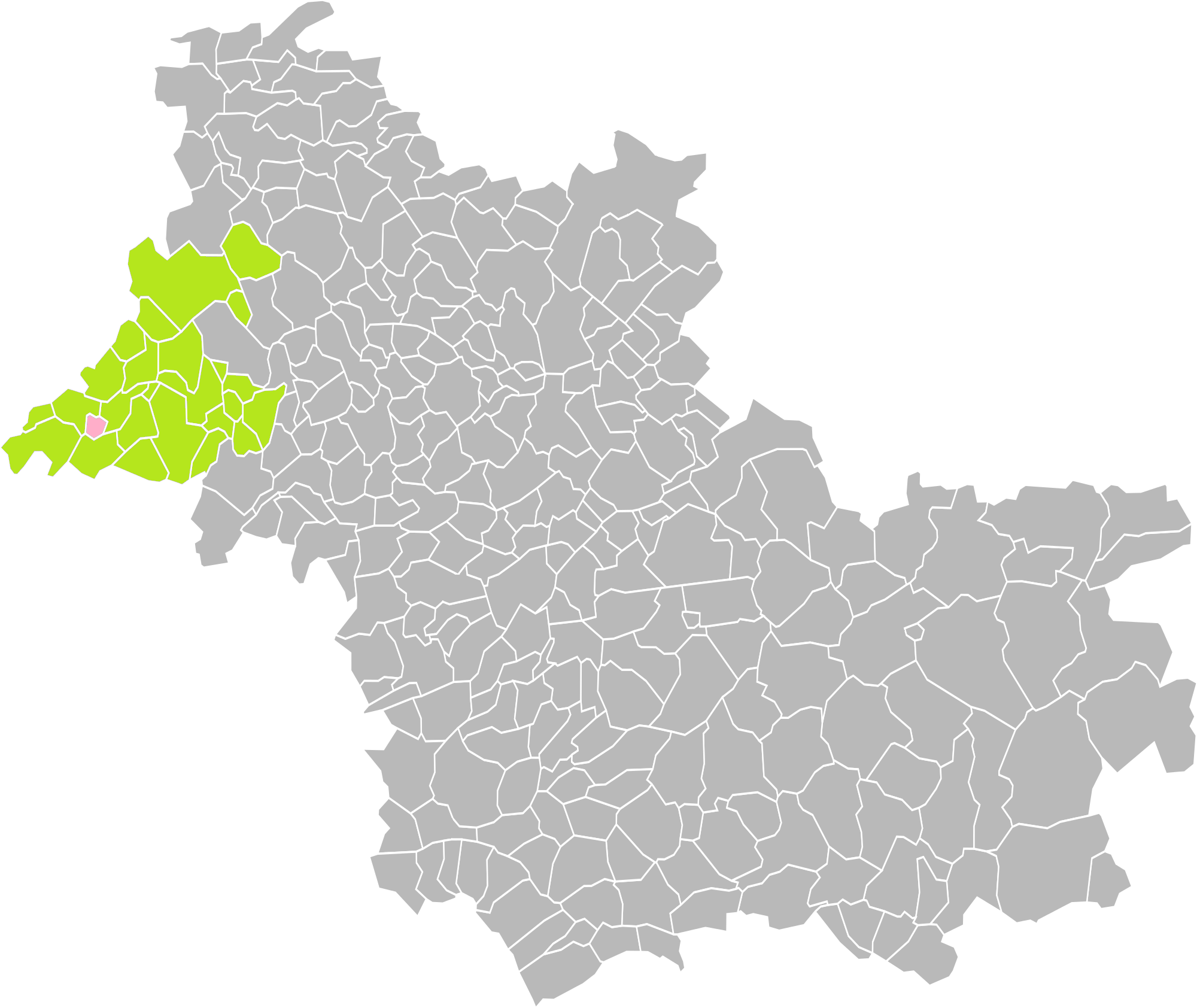
Les Essarts dans l'intercommunalité en 2016.
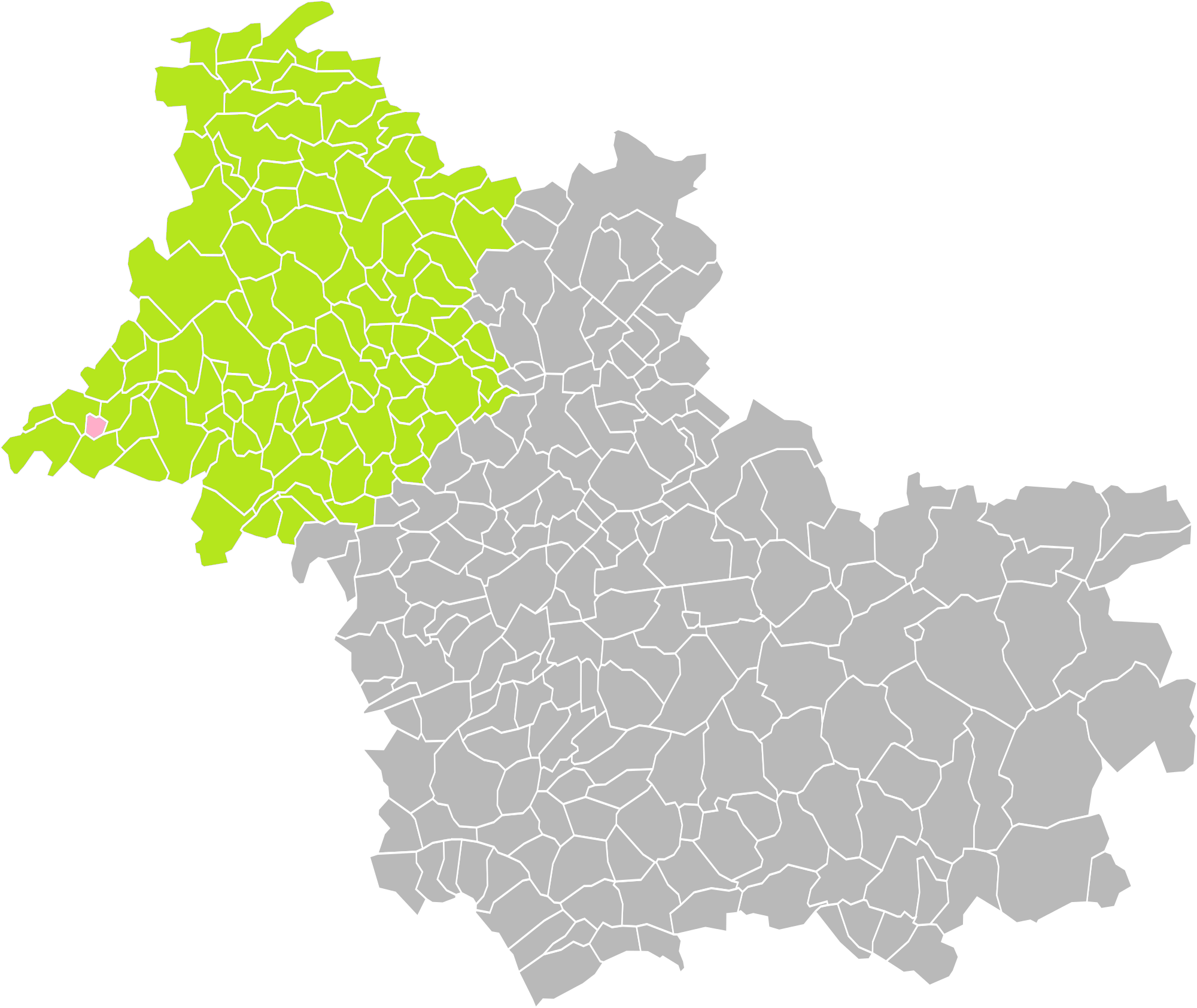
Les Essarts dans l'arrondissement de Vendôme en 2016.
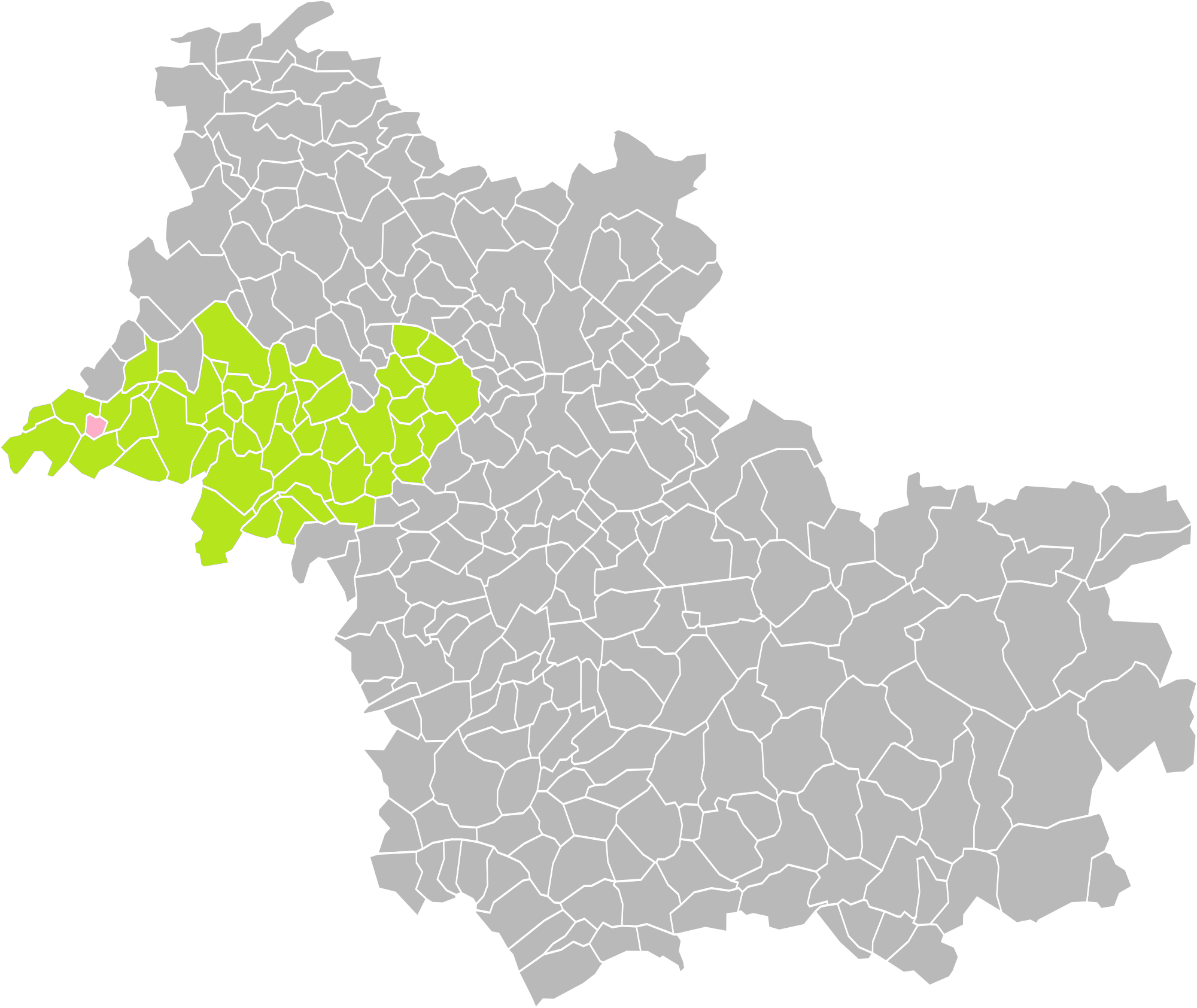
Les Essarts dans le canton de Montoire-sur-le-Loir en 2016.

### Politique et administration municipale

#### Conseil municipal et maire
Le conseil municipal des Essarts, commune de moins de 1 000 habitants, est élu au scrutin majoritaire plurinominal avec liste ouvertes et panachage. Le maire, à la fois agent de l'État et exécutif de la commune en tant que collectivité territoriale, est élu par le conseil municipal au scrutin secret lors de la première réunion du conseil suivant les élections municipales, pour un mandat de six ans, c'est-à-dire pour la durée du mandat du conseil.
| Période                                  | Période  | Identité           | Étiquette | Qualité         |
| ---------------------------------------- | -------- | ------------------ | --------- | --------------- |
| 1793                                     | an V     | Claude Pasquier    |           | Officier public |
| an V                                     | an VI    | Charles Tafforeau  |           | Maire           |
| an VI                                    | an VII   | Lemoine            |           | Maire           |
| an VII                                   | an IX    | Julien Lauzeray    |           | Adjoint         |
| an IX                                    | an XIV   | Louis Bourgeois    |           | Maire           |
| an XIV                                   | 1826     | Claude Pasquier    |           | Maire           |
| 1826                                     | 1836     | Sébastien Mauclerc |           | Maire           |
| 1836                                     | 1847     | Charles Tafforeau  |           | Maire           |
| 1847                                     | 1858     | Claude Courson     |           | Maire           |
| 1858                                     | 1860     | Pierre Thielin     |           | Maire           |
| 1860                                     | 1861     | Louis Bellande     |           | Maire           |
| 1861                                     | 1865     | Charles Tafforeau  |           | Adjoint f.f.    |
| 1865                                     | 1871     | Louis Bellande     |           | Maire           |
| 1871                                     | 1872     | Charles Tafforeau  |           | Maire           |
| 1872                                     | 1878     | Clément Courson    |           | Maire           |
| 1878                                     | 1892     | Jules Berton       |           | Maire           |
| 1892                                     | 1897     | Clément Courson    |           | Maire           |
| 1897                                     | 1901     | Henri Hogu         |           | Maire           |
| 1901                                     | 1905     | Renou Saillard     |           | Maire           |
| 1905                                     |          | François Fortier   |           | Maire           |
| avant 1988                               | ?        | André Bourreau     | DVD       |                 |
| mars 2001                                | En cours | Gilles Souriau     | -         | Maire           |
| Les données manquantes sont à compléter. |          |                    |           |                 |

## Équipements et services

### Eau et assainissement
L'organisation de la distribution de l'eau potable, de la collecte et du traitement des eaux usées et pluviales relève des communes. La compétence eau et assainissement des communes est un service public industriel et commercial (SPIC).

#### Alimentation en eau potable
Le service d'eau potable comporte trois grandes étapes : le captage, la potabilisation et la distribution d'une eau potable conforme aux normes de qualité fixées pour protéger la santé humaine. En 2019, la commune est membre du syndicat intercommunal d'adduction d'eau potable de Couture-sur-Loir qui assure le service en le délégant à une entreprise privée, Suez.

#### Assainissement des eaux usées
En 2019, la commune des Essarts ne dispose pas d'assainissement collectif.
L'assainissement non collectif (ANC) désigne les installations individuelles de traitement des eaux domestiques qui ne sont pas desservies par un réseau public de collecte des eaux usées et qui doivent en conséquence traiter elles-mêmes leurs eaux usées avant de les rejeter dans le milieu naturel. La communauté d'agglomération Territoires Vendômois assure pour le compte de la commune le service public d'assainissement non collectif (SPANC), qui a pour mission de vérifier la bonne exécution des travaux de réalisation et de réhabilitation, ainsi que le bon fonctionnement et l'entretien des installations.

### Sécurité, justice et secours
La sécurité de la commune est assurée par la brigade de gendarmerie de Montoire-sur-le-Loir qui dépend du groupement de gendarmerie départementale de Loir-et-Cher installé à Blois.
En matière de justice, Les Essarts relève du conseil de prud'hommes de Blois, de la Cour d'appel d'Orléans (juridiction de Blois), de la Cour d'assises de Loir-et-Cher, du tribunal administratif de Blois, du tribunal de commerce de Blois et du tribunal judiciaire de Blois.

## Population et société

### Démographie

#### Évolution démographique
L'évolution du nombre d'habitants est connue à travers les recensements de la population effectués dans la commune depuis 1793. Pour les communes de moins de 10 000 habitants, une enquête de recensement portant sur toute la population est réalisée tous les cinq ans, les populations de référence des années intermédiaires étant quant à elles estimées par interpolation ou extrapolation. Pour la commune, le premier recensement exhaustif entrant dans le cadre du nouveau dispositif a été réalisé en 2004.

En 2022, la commune comptait 98 habitants, en évolution de −11,71 % par rapport à 2016 (Loir-et-Cher : −1,15 %, France hors Mayotte : +2,11 %).
| 1793 | 1800 | 1806 | 1821 | 1831 | 1836 | 1841 | 1846 | 1851 |
| ---- | ---- | ---- | ---- | ---- | ---- | ---- | ---- | ---- |
| 153  | 187  | 189  | 191  | 201  | 189  | 201  | 184  | 195  |

| 1856 | 1861 | 1866 | 1872 | 1876 | 1881 | 1886 | 1891 | 1896 |
| ---- | ---- | ---- | ---- | ---- | ---- | ---- | ---- | ---- |
| 196  | 173  | 174  | 177  | 173  | 162  | 163  | 189  | 181  |

| 1901 | 1906 | 1911 | 1921 | 1926 | 1931 | 1936 | 1946 | 1954 |
| ---- | ---- | ---- | ---- | ---- | ---- | ---- | ---- | ---- |
| 174  | 177  | 152  | 142  | 130  | 126  | 120  | 146  | 154  |

| 1962 | 1968 | 1975 | 1982 | 1990 | 1999 | 2004 | 2006 | 2009 |
| ---- | ---- | ---- | ---- | ---- | ---- | ---- | ---- | ---- |
| 139  | 110  | 105  | 110  | 92   | 102  | 101  | 100  | 104  |

| 2014 | 2019 | 2022 | - | - | - | - | - | - |
| ---- | ---- | ---- | - | - | - | - | - | - |
| 109  | 103  | 98   | - | - | - | - | - | - |

#### Pyramide des âges
La population de la commune est relativement âgée.
En 2018, le taux de personnes d'un âge inférieur à 30 ans s'élève à 25,2 %, soit en dessous de la moyenne départementale (31,3 %). À l'inverse, le taux de personnes d'âge supérieur à 60 ans est de 41,7 % la même année, alors qu'il est de 31,6 % au niveau départemental.
En 2018, la commune comptait 58 hommes pour 48 femmes, soit un taux de 54,72 % d'hommes, largement supérieur au taux départemental (48,55 %).
Les pyramides des âges de la commune et du département s'établissent comme suit.
| Hommes | Classe d’âge | Femmes |
| ------ | ------------ | ------ |
| 0,0    | 90 ou +      | 0,0    |
| 16,1   | 75-89 ans    | 21,3   |
| 23,2   | 60-74 ans    | 23,4   |
| 17,9   | 45-59 ans    | 17,0   |
| 16,1   | 30-44 ans    | 14,9   |
| 10,7   | 15-29 ans    | 8,5    |
| 16,1   | 0-14 ans     | 14,9   |

| Hommes | Classe d’âge | Femmes |
| ------ | ------------ | ------ |
| 1,1    | 90 ou +      | 2,6    |
| 9,2    | 75-89 ans    | 11,9   |
| 19,7   | 60-74 ans    | 20,4   |
| 20,7   | 45-59 ans    | 20     |
| 16,5   | 30-44 ans    | 16,2   |
| 15,2   | 15-29 ans    | 13,2   |
| 17,6   | 0-14 ans     | 15,7   |

## Économie

### Secteurs d'activité
Le tableau ci-dessous détaille le nombre d'entreprises implantées aux Essarts selon leur secteur d'activité et le nombre de leurs salariés :
|                                                              | total | % com (% dep) | 0 salarié | 1 à 9 salarié(s) | 10 à 19 salariés | 20 à 49 salariés | 50 salariés ou plus |
| ------------------------------------------------------------ | ----- | ------------- | --------- | ---------------- | ---------------- | ---------------- | ------------------- |
| Ensemble                                                     | 9     | 100,0 (100)   | 5         | 4                | 0                | 0                | 0                   |
| Agriculture, sylviculture et pêche                           | 4     | 44,4 (11,8)   | 3         | 1                | 0                | 0                | 0                   |
| Industrie                                                    | 0     | 0,0 (6,5)     | 0         | 0                | 0                | 0                | 0                   |
| Construction                                                 | 2     | 22,2 (10,3)   | 0         | 2                | 0                | 0                | 0                   |
| Commerce, transports, services divers                        | 2     | 22,2 (57,9)   | 1         | 1                | 0                | 0                | 0                   |
| dont commerce et réparation automobile                       | 1     | 11,1 (17,5)   | 0         | 1                | 0                | 0                | 0                   |
| Administration publique, enseignement, santé, action sociale | 1     | 11,1 (13,5)   | 1         | 0                | 0                | 0                | 0                   |
| Champ : ensemble des activités.                              |       |               |           |                  |                  |                  |                     |

Le secteur agricole est important puisqu'il représente 44,4 % du nombre d'entreprises de la commune (4 sur 9), contre 11,8 % au niveau départemental. 
Sur les 9 entreprises implantées aux Essarts en 2016, 5 ne font appel à aucun salarié et 4 comptent 1 à 9 salariés.
Au 1er juillet 2017, la commune est classée en zone de revitalisation rurale (ZRR), un dispositif visant à aider le développement des territoires ruraux principalement à travers des mesures fiscales et sociales. Des mesures spécifiques en faveur du développement économique s'y appliquent également

### Agriculture
En 2010, l'orientation technico-économique de l'agriculture sur la commune est la polyculture et le polyélevage. Le département a perdu près d'un quart de ses exploitations en 10 ans, entre 2000 et 2010 (c'est le département de la région Centre-Val de Loire qui en compte le moins). Cette tendance se retrouve également au niveau de la commune où le nombre d'exploitations est passé de 14 en 1988 à 3 en 2000 puis à 3 en 2010. Parallèlement, la taille de ces exploitations augmente, passant de 22 ha en 1988 à 132 ha en 2010. 
Le tableau ci-dessous présente les principales caractéristiques des exploitations agricoles des Essarts, observées sur une période de 22 ans : 
|                                      | 1988                 | 2000                 | 2010                 |
| Dimension économique                 | Dimension économique | Dimension économique | Dimension économique |
| ------------------------------------ | -------------------- | -------------------- | -------------------- |
| Nombre d'exploitations (u)           | 14                   | 3                    | 3                    |
| Travail (UTA)                        | 9                    | 6                    | 5                    |
| Surface agricole utilisée (ha)       | 312                  | 317                  | 397                  |
| Cultures                             |                      |                      |                      |
| Terres labourables (ha)              | 278                  | 314                  | 397                  |
| Céréales (ha)                        | 186                  | s                    | 214                  |
| dont blé tendre (ha)                 | 121                  | s                    | 150                  |
| dont maïs-grain et maïs-semence (ha) | 58                   | s                    | s                    |
| Tournesol (ha)                       | 50                   | s                    | s                    |
| Colza et navette (ha)                | s                    | s                    | s                    |
| Élevage                              |                      |                      |                      |
| Cheptel (UGBTA)                      | 81                   | 198                  | 129                  |

.

## Culture locale et patrimoine

### Héraldique
|  | Les armoiries des Essarts se blasonnent ainsi : D'argent au lion de gueules, au chef d'azur chargé de trois canettes d'or. Création J.P. Fernon (1991). |